# AFC Champions League 2005
Die dritte Ausgabe der AFC Champions League fand vom 9. März bis zum 5. November 2005 statt. Al-Ittihad aus Saudi-Arabien, das direkt für das Viertelfinale qualifiziert war, konnte hierbei seinen Titel verteidigen.

## Gruppenphase
Freilos:  Al-Ittihad

### Gruppe A
| Pl. | Verein          | Sp. | S | U | N | Tore    | Diff. | Punkte |
| --- | --------------- | --- | - | - | - | ------- | ----- | ------ |
| 1.  | Pas             | 6   | 5 | 1 | 0 | 012:400 | +8    | 16     |
| 2.  | Al Salmiya Club | 6   | 3 | 0 | 3 | 008:900 | −1    | 09     |
| 3.  | Al-Rayyan       | 6   | 2 | 1 | 3 | 006:700 | −1    | 07     |
| 4.  | Al Shurta       | 6   | 0 | 2 | 4 | 002:800 | −6    | 02     |

### Gruppe B
| Pl. | Verein    | Sp. | S | U | N | Tore    | Diff. | Punkte |
| --- | --------- | --- | - | - | - | ------- | ----- | ------ |
| 1.  | Al Ain    | 6   | 4 | 1 | 1 | 013:600 | +7    | 13     |
| 2.  | Sepahan   | 6   | 3 | 2 | 1 | 010:600 | +4    | 11     |
| 3.  | Al-Shabab | 6   | 3 | 1 | 2 | 007:700 | ±0    | 10     |
| 4.  | Al-Wahda  | 6   | 0 | 0 | 6 | 005:160 | −11   | 0      |

### Gruppe C
| Pl. | Verein           | Sp. | S | U | N | Tore    | Diff. | Punkte |
| --- | ---------------- | --- | - | - | - | ------- | ----- | ------ |
| 1.  | Al-Sadd          | 6   | 4 | 0 | 2 | 008:600 | +2    | 12     |
| 2.  | Neftchi Farg'ona | 6   | 3 | 0 | 3 | 008:700 | +1    | 09     |
| 3.  | Al Kuwait Kaifan | 6   | 2 | 1 | 3 | 005:600 | −1    | 07     |
| 4.  | Al-Ahli          | 6   | 2 | 1 | 3 | 008:100 | −2    | 07     |

### Gruppe D
| Pl. | Verein             | Sp. | S | U | N | Tore    | Diff. | Punkte |
| --- | ------------------ | --- | - | - | - | ------- | ----- | ------ |
| 1.  | Al-Ahli            | 6   | 5 | 0 | 1 | 018:500 | +13   | 15     |
| 2.  | Pakhtakor Tashkent | 6   | 3 | 0 | 3 | 009:800 | +1    | 09     |
| 3.  | Al-Zawraa          | 6   | 2 | 1 | 3 | 006:130 | −7    | 07     |
| 4.  | Al Jaish           | 6   | 1 | 1 | 4 | 007:140 | −7    | 04     |

### Gruppe E
| Pl. | Verein            | Sp. | S | U | N | Tore    | Diff. | Punkte |
| --- | ----------------- | --- | - | - | - | ------- | ----- | ------ |
| 1.  | Shenzhen Janlibao | 6   | 4 | 1 | 1 | 009:300 | +6    | 13     |
| 2.  | Suwon Bluewings   | 6   | 4 | 1 | 1 | 014:300 | +11   | 13     |
| 3.  | Júbilo Iwata      | 6   | 3 | 0 | 3 | 011:400 | +7    | 09     |
| 4.  | Hoang Anh         | 6   | 0 | 0 | 6 | 001:250 | −24   | 0      |

### Gruppe F
| Pl. | Verein                  | Sp. | S | U | N | Tore    | Diff. | Punkte |
| --- | ----------------------- | --- | - | - | - | ------- | ----- | ------ |
| 1.  | Shandong Luneng Taishan | 6   | 6 | 0 | 0 | 015:200 | +13   | 18     |
| 2.  | Yokohama F. Marinos     | 6   | 4 | 0 | 2 | 010:400 | +6    | 12     |
| 3.  | PSM Makassar            | 6   | 1 | 1 | 4 | 004:140 | −10   | 04     |
| 4.  | BEC Tero Sasana         | 6   | 0 | 1 | 5 | 003:120 | −9    | 01     |

### Gruppe G
| Pl. | Verein             | Sp. | S | U | N | Tore    | Diff. | Punkte |
| --- | ------------------ | --- | - | - | - | ------- | ----- | ------ |
| 1.  | Busan I'Park       | 6   | 6 | 0 | 0 | 025:000 | +25   | 18     |
| 2.  | FC Krung Thai Bank | 6   | 3 | 0 | 3 | 005:900 | −4    | 09     |
| 3.  | Persebaya Surabaya | 6   | 1 | 1 | 4 | 002:100 | −8    | 04     |
| 4.  | Pisico Binh Dinh   | 6   | 1 | 1 | 4 | 002:150 | −13   | 04     |

## Viertelfinale
Am 14. und 21. September wurden die Viertelfinalspiele ausgetragen, für die sich vor allem die chinesischen und koreanischen Mannschaften mit starken Leistungen empfohlen hatten. Doch gerade Shandong, mit sechs Siegen gestartet, kam bei Titelverteidiger Al-Ittihad böse unter die Räder:
|                         | Gesamt    |                    | Hinspiel | Rückspiel |
| ----------------------- | --------- | ------------------ | -------- | --------- |
| Al Ahli                 | 3:4       | Shenzhen Jianlibao | 2:1      | 1:3       |
| Shandong Luneng Taishan | 3:8       | Al-Ittihad         | 1:1      | 2:7       |
| Busan I'Park            | 5:1       | Al-Sadd            | 3:0      | 2:1       |
| Al Ain                  | (a)4:4(a) | Pas                | 1:1      | 3:3       |

## Halbfinale
Zumindest nominell war damit das Gleichgewicht zwischen Arabien und Ostasien gewahrt. Doch die Halbfinalspiele (28. September/12. Oktober) entschieden die Araber souverän für sich. Vor allem Geheimfavorit Busan (8 Spiele, 8 Siege, Torverhältnis 30:1) bekam die Übermacht von Titelverteidiger Al-Ittihad zu spüren:
|              | Gesamt |                    | Hinspiel | Rückspiel |
| ------------ | ------ | ------------------ | -------- | --------- |
| Al Ain       | 6:0    | Shenzhen Jianlibao | 6:0      | 0:0       |
| Busan I'Park | 0:7    | Al-Ittihad         | 0:5      | 0:2       |

## Finale
Die beiden bisherigen Sieger trugen also am 26. Oktober und 5. November das erste rein arabische Finale der AFC Champions League aus. Titelverteidiger Al-Ittihad setzte sich im Rückspiel gegen den Sieger von 2003 durch:
|        | Gesamt |            | Hinspiel | Rückspiel |
| ------ | ------ | ---------- | -------- | --------- |
| Al Ain | 3:5    | Al-Ittihad | 1:1      | 2:4       |